# Stilleståndet i Frostkåge
Stilleståndet i Frostkåge. Den 2 september 1809 träffades den svenske generalmajoren Johan August Sandels och den ryske generallöjtnanten Nikolaj Kamenskij på Frostkåge gästgiveri norr om Skellefteå för att underteckna ett vapenstillestånd som innebar slutet för striderna under Finska kriget eller 1808–1809 års krig. De ryska trupperna hade retirerat norrut efter träffningen vid Ratan. Med 7 000 man var de underlägsna de svenska på 15 000 man kring Umeå och hade framförallt brist på proviant. De var därmed angelägna att nå en vapenvila för att kunna nås av förnödenhetstransporter inför vintern. Svenskarna å sin sida hade insett att Finland var förlorat. Med segern i Ratan hade de uppnått ett bättre förhandlingsläge vid de kommande fredsförhandlingarna.
Villkoren vid stilleståndsavtalet:
- Stillestånd ska äga rum medan fredsunderhandlingar pågår
- Ryska armén stannar i Piteå, den svenska armén i Umeå
- Landet emellan Jävre och Rickleå ska anses neutralt
- Svenska flottan ska inte operera vare sig emot Åland eller emot Finland
- De båda härarna ska inte öka sin truppstyrka
- Obevärade fartyg får segla fritt på hela Bottniska viken
- De båda arméerna ska inta sina ställningar den 4 september
- Om fredsunderhandlingarna avbryts, ska båda arméerna underrätta varandra 2 veckor i förväg
- Arméerna får inte operera förrän en månad efter att stilleståndet avbrutits

Den 17 september 1809 undertecknades fredsavtalet Freden i Fredrikshamn som innebar att Sverige förlorade Finland till Ryssland.
Gästgiveriet där vapenstilleståndet slöts timrades ned på 1920-talet.